# Stanići (Omiš)
Stanići falu Horvátországban Split-Dalmácia megyében. Közigazgatásilag Omišhoz tartozik.

## Fekvése
Splittől légvonalban 25, közúton 30 km-re, községközpontjától 4 km-re délkeletre, az Omiši Dinári-hegység alatt, Brač szigetével átellenben a tengerparton fekszik. 

## Története
A régi Stanići a parttól mintegy háromszáz méterre fekvő, kőből épített házak csoportjából állt. Lakói hagyományosan halászok voltak, de néhány földműves is volt közöttük, akik a rendelkezésre álló csekély termőföldet művelték. A településnek 1880-ban 41, 1910-ben 84 lakosa volt. 1918-ban az új szerb-horvát-szlovén állam, majd később Jugoszlávia része lett. A háború után a szocialista Jugoszláviához került. Miután 1962-ben megépült az Adria parti főút a növekvő turizmus hatására a régi falu lakói a tengerhez közelebb, a kavicsos part mellé a Velika Luka-öbölbe költöztek. Lakossága az 1970-es évek óta folyamatosan növekszik. 1991 óta a független Horvátországhoz tartozik. 2011-ben a településnek 534 lakosa volt, akik a rogoznicai plébániához tartoztak.

## Lakosság
| Lakosság változása | Lakosság változása | Lakosság változása | Lakosság változása | Lakosság változása | Lakosság változása | Lakosság változása | Lakosság változása | Lakosság változása | Lakosság változása | Lakosság változása | Lakosság változása | Lakosság változása | Lakosság változása | Lakosság változása | Lakosság változása |
| ------------------ | ------------------ | ------------------ | ------------------ | ------------------ | ------------------ | ------------------ | ------------------ | ------------------ | ------------------ | ------------------ | ------------------ | ------------------ | ------------------ | ------------------ | ------------------ |
| 1857               | 1869               | 1880               | 1890               | 1900               | 1910               | 1921               | 1931               | 1948               | 1953               | 1961               | 1971               | 1981               | 1991               | 2001               | 2011               |
| 0                  | 0                  | 41                 | 43                 | 66                 | 84                 | 0                  | 0                  | 117                | 114                | 100                | 88                 | 154                | 307                | 502                | 534                |

(1880 és 1890 között Ptice, 1948-ban Tice néven. 1857-ben, 1869-ben, 1921-ben és 1931-ben lakosságát Omišhoz számították.)